# Abraham Isaí Romero
Abraham Isaí Romero González (Pasadena, California, Estados Unidos; 18 de enero de 1998) es un futbolista estadounidense de ascendencia mexicana, juega como guardameta y su actual equipo es Columbus Crew de la Major League Soccer. Es también jugador internacional habitual con la Selección de fútbol sub-21 de México.

## Trayectoria

### Inicios

#### L. A. Galaxy
Romero inició su carrera futbolística a los cuatro años de edad, jugando para ligas juveniles alrededor de su ciudad natal. En 2015, el originario de Pasadena, California, Abraham Romero jugó con la Academia de los L.A. Galaxy, participando en una edición del Torneo de Fuerzas Básicas Sub-17 de la MLS como jugador del equipo californiano.

#### C. F. Pachuca
Abraham Romero tuvo cuatro ofertas pero antes de tomar la decisión, el arquero se dio tiempo de conocer cada club, equipos como Los Angeles Galaxy de los Estados Unidos, F. C. Porto de Portugal, R. C. D. Mallorca de España y C.F. Pachuca de México disputaron una lucha por el guardameta mexicano, donde al final Romero eligió al C. F. Pachuca por la competencia futbolística que hay en México. 

El 13 de febrero de 2016; Abraham Romero firmó su contrato profesional con el C. F. Pachuca, pero fue mandado de inmediato a la categoría Sub-20 del club.

##### Primer equipo
Luego de tener una destacada actuación en el Mundial Sub-20, inició su primera pretemporada con el club en el que Romero afirmó estar listo para luchar y ganarse un lugar dentro del primer equipo. 

El 12 de julio de 2017; Abraham Romero debutó con el C. F. Pachuca en el partido amistoso de pretemporada, entrando en los últimos minutos en el empate 0-0. El partido lo definieron desde los once pasos, Abraham Romero detuvo 3 penales y fue el factor importante para darle la victoria a los tuzos 3-1 ante el Energy F. C. de la USL de los Estados Unidos. 

Un año después de haber llegado a las fuerzas básicas del Pachuca, Abraham Romero es el tercer portero de los tuzos.

#### Mundial de Clubes de la FIFA
El 6 de diciembre de 2017; Abraham Romero fue incluido en la lista definitiva de los 23 futbolistas convocados por parte de Diego Alonso, que disputaron el Mundial de Clubes 2017 con sede en los Emiratos Árabes Unidos.
Romero no tuvo participación en el torneo, pero el equipo logró obtener el 3.er lugar de la Mundial de Clubes 2017 al derrotar 4-1 al Al-Jazira de los Emiratos Árabes Unidos.

## Selección nacional

### Sub-17

#### Copa Chivas Internacional
El 30 de enero de 2015; Abraham Romero debutó en la Copa Chivas Internacional 2015, usando el número 1, jugando los 90' minutos en la derrota 4-3 ante C. F. Monterrey.
Romero jugó 5 partidos y recibió 6 goles. México resultó cuarto lugar al ser vencido 5-3 por Boca Juniors.

#### Campeonato Sub-17
El 24 de febrero del 2015; Romero fue incluido en la lista definitiva de los 20 jugadores qué jugaron el Campeonato Sub-17 2015, con sede en Honduras.
Debutó el 28 de febrero del 2015 en el Campeonato sub-17 2015, jugando los 90' en la victoria 3-1 ante Panamá.
Romero jugó todos los partidos y recibió 3 goles en el torneo. México resultó campeón al vencer en la final al anfitrión Honduras.

#### Copa Mundial Sub-17
Romero fue incluido en la lista definitiva de los 21 jugadores qué jugaron el Mundial Sub-17 2015, con sede en Chile.
Debutó el 18 de octubre del 2015 en el Mundial sub-17 2015, jugando los 90' minutos en la victoria 2-0 ante Argentina.
Abraham Romero jugó todos los partidos y recibió 10 goles en el torneo. México resultó 4 lugar al ser vencido 3-2 por Bélgica.
| Selección | País   | Part. | G. R. | Año         |
| --------- | ------ | ----- | ----- | ----------- |
| Sub-17    | México | 18    | -19   | 2015 - 2016 |

#### Partidos internacionalesSub-17
| #   | Fecha                   | Estadio                                          | Selección | Rtdo.             | Oponente            | Competición                    | Sust. |
| --- | ----------------------- | ------------------------------------------------ | --------- | ----------------- | ------------------- | ------------------------------ | ----- |
| 1.  | 30 de enero de 2015     | Chivas Verde Valle, Zapopan, México              | México    | 3-4               | C. F. Monterrey     | Copa Chivas Internacional 2015 | 90'   |
| 2.  | 31 de enero de 2015     | Chivas Verde Valle, Zapopan, México              | México    | 4-1               | Boca Juniors        | Copa Chivas Internacional 2015 | 90'   |
| 3.  | 3 de febrero de 2015    | Chivas Verde Valle, Zapopan, México              | México    | 2-0               | River Plate         | Copa Chivas Internacional 2015 | 90'   |
| 4.  | 5 de febrero de 2015    | Chivas Verde Valle, Zapopan, México              | México    | 2-0               | Atlético Paranaense | Copa Chivas Internacional 2015 | 90'   |
| 5.  | 6 de febrero de 2015    | Chivas Verde Valle, Zapopan, México              | México    | 1 - 1 2-4 Penales | C.D. Guadalajara    | Copa Chivas Internacional 2015 | 90'   |
| 6.  | 28 de febrero de 2015   | Olímpico Metropolitano, San Pedro Sula, Honduras | México    | 3-1               | Panamá              | Campeonato Sub-17 2015         | 90'   |
| 7.  | 3 de marzo de 2015      | Olímpico Metropolitano, San Pedro Sula, Honduras | México    | 6-0               | Santa Lucía         | Campeonato Sub-17 2015         | 90'   |
| 8.  | 6 de marzo de 2015      | Olímpico Metropolitano, San Pedro Sula, Honduras | México    | 1-1               | Canadá              | Campeonato Sub-17 2015         | 90'   |
| 9.  | 9 de marzo de 2015      | Olímpico Metropolitano, San Pedro Sula, Honduras | México    | 2-0               | Haití               | Campeonato Sub-17 2015         | 90'   |
| 10. | 12 de marzo de 2015     | Olímpico Metropolitano, San Pedro Sula, Honduras | México    | 1-1               | Costa Rica          | Campeonato Sub-17 2015         | 90'   |
| 11. | 15 de marzo de 2015     | Olímpico Metropolitano, San Pedro Sula, Honduras | México    | 3-0               | Honduras            | Campeonato Sub-17 2015         | 90'   |
| 12. | 18 de octubre de 2015   | Estadio Nelson Oyarzún, Chillán, Chile           | México    | 2-0               | Argentina           | Mundial Sub-17 2015            | 90'   |
| 13. | 21 de octubre de 2015   | Estadio Nelson Oyarzún, Chillán, Chile           | México    | 0-0               | Australia           | Mundial Sub-17 2015            | 90'   |
| 14. | 24 de octubre de 2015   | Estadio Fiscal de Talca, Talca, Chile            | México    | 2-1               | Alemania            | Mundial Sub-17 2015            | 90'   |
| 15. | 28 de octubre de 2015   | Estadio Nelson Oyarzún, Chillán, Chile           | México    | 4-1               | Chile               | Mundial Sub-17 2015            | 90'   |
| 16. | 2 de septiembre de 2015 | Francisco Sánchez Rumoroso, Coquimbo, Chile      | México    | 4-1               | Ecuador             | Mundial Sub-17 2015            | 90'   |
| 17. | 5 de septiembre de 2015 | Ester Roa Rebolledo, Concepción, Chile           | México    | 2-4               | Nigeria             | Mundial Sub-17 2015            | 90'   |
| 18. | 8 de septiembre de 2015 | Estadio Sausalito, Viña del Mar, Chile           | México    | 2-3               | Bélgica             | Mundial Sub-17 2015            | 90'   |

### Sub-20

#### Copa Mundial Sub-20
El 3 de junio del 2017; Romero fue incluido en la lista definitiva de los 21 jugadores qué jugaron el Mundial Sub-20 2017, con sede en Corea del Sur.
Debutó el 20 de mayo del 2017 en el Mundial Sub-20 2017 jugando los 90' minutos en la victoria 3-2 ante Vanuatu.
| Selección | País   | Part. | G. R. | Año         |
| --------- | ------ | ----- | ----- | ----------- |
| Sub-20    | México | 5     | -4    | 2017 - 2018 |

#### Partidos internacionalesSub-20
| #  | Fecha              | Estadio                                            | Selección | Rtdo. | Oponente   | Competición         | Sust. |
| -- | ------------------ | -------------------------------------------------- | --------- | ----- | ---------- | ------------------- | ----- |
| 1. | 20 de mayo de 2017 | Estadio de Daejeon, Daejeon, Corea del Sur         | México    | 3-2   | Vanuatu    | Mundial Sub-20 2017 | 90'   |
| 2. | 23 de mayo de 2017 | Estadio de Daejeon, Daejeon, Corea del Sur         | México    | 0-0   | Alemania   | Mundial Sub-20 2017 | 90'   |
| 3. | 20 de mayo de 2017 | Estadio Mundialista de Suwon, Suwon, Corea del Sur | México    | 0-1   | Venezuela  | Mundial Sub-20 2017 | 90'   |
| 4. | 1 de junio de 2017 | Incheon, Incheon, Corea del Sur                    | México    | 1-0   | Senegal    | Mundial Sub-20 2017 | 90'   |
| 5. | 5 de junio de 2017 | Cheonan, Cheonan, Corea del Sur                    | México    | 0-1   | Inglaterra | Mundial Sub-20 2017 | 90    |

### Sub-21
El 20 de marzo de 2018; Abraham Romero fue convocado a la Sub-21 para disputar una concentración en el Centro de Alto Rendimiento y después un partido de preparación amistoso ante Lobos BUAP.
El 23 de marzo de 2018; Abraham debutó con la Sub-21 jugando los 90' minutos en la derrota 6-1 ante Lobos BUAP.

#### Esperanzas de Toulon
El 16 de abril de 2018; Abraham Romero fue convocado a la Sub-21 para disputar una concentración de preparación rumbo a Esperanzas de Toulon.
El 22 de mayo de 2018; Abraham Romero fue incluido en la lista definitiva de los 20 jugadores qué jugarían el Torneo Esperanzas de Toulon 2018, con sede en Francia.

#### Juegos Centroamericanos y del Caribe 2018
El 11 de junio de 2018; Abraham Romero fue incluido en la lista definitiva de los 20 jugadores qué jugarían el Juegos Centroamericanos y del Caribe 2018, con sede en Barranquilla, Colombia.
El 21 de julio de 2018; Abraham debutó en los Juegos Centroamericanos y del Caribe 2018 jugando los 90' minutos en la derrota 2-1 ante Venezuela.

#### Partidos internacionalesSub-21
| #  | Fecha               | Estadio                                          | Selección | Rtdo. | Oponente    | Competición                                  | Sust. |
| -- | ------------------- | ------------------------------------------------ | --------- | ----- | ----------- | -------------------------------------------- | ----- |
| 1. | 21 de julio de 2018 | Estadio Romelio Martínez, Barranquilla, Colombia | México    | 1-2   | Venezuela   | Juegos Centroamericanos y del Caribe de 2018 | 90'   |
| 2. | 23 de julio de 2018 | Estadio Romelio Martínez, Barranquilla, Colombia | México    | 0-1   | El Salvador | Juegos Centroamericanos y del Caribe de 2018 | 49'   |

| Selección | País   | Part. | G. R. | Año             |
| --------- | ------ | ----- | ----- | --------------- |
| Sub-21    | México | 3     | -8    | 2018 - Presente |

### Participaciones en selección nacional
| Competición                               | Categoría                           | Sede                                | Resultado                           | Partidos | Goles |
| ----------------------------------------- | ----------------------------------- | ----------------------------------- | ----------------------------------- | -------- | ----- |
| Copa Chivas Internacional 2015            | Sub-17                              | México                              | Cuarto Lugar                        | 5        | -6    |
| Campeonato Sub-17 de 2015                 | Sub-17                              | Honduras                            | Campeón                             | 6        | -3    |
| Mundial Sub-17 de 2015                    | Sub-17                              | Chile                               | Cuarto Lugar                        | 7        | -10   |
| Mundial Sub-20 de 2017                    | Sub-20                              | Corea del Sur                       | Cuartos de final                    | 5        | -4    |
| Esperanzas de Toulon 2018                 | Sub-21                              | Francia                             | Subcampeón                          | -        | -     |
| Juegos Centroamericanos y del Caribe 2018 | Sub-21                              | Barranquilla                        | Primera fase                        | 2        | -2    |
| Total parcial en selección nacional       | Total parcial en selección nacional | Total parcial en selección nacional | Total parcial en selección nacional | 24       | -25   |

## Estadísticas

### Clubes
| Club                   | Div.          | Temporada     | Liga  | Liga  | Liga   | Copas nacionales | Copas nacionales | Copas nacionales | Copas internacionales | Copas internacionales | Copas internacionales | Total | Total | Total  | Media goleadora |
| Club                   | Div.          | Temporada     | Part. | Goles | Asist. | Part.            | Goles            | Asist.           | Part.                 | Goles                 | Asist.                | Part. | Goles | Asist. | Media goleadora |
| ---------------------- | ------------- | ------------- | ----- | ----- | ------ | ---------------- | ---------------- | ---------------- | --------------------- | --------------------- | --------------------- | ----- | ----- | ------ | --------------- |
| C. F. Pachuca · México | Sub-20        |               |       |       |        |                  |                  |                  |                       |                       |                       |       |       |        |                 |
| C. F. Pachuca · México | Sub-20        | 2016          | 6     | -12   | 0      | 0                | 0                | 0                | 0                     | 0                     | 0                     | 6     | -12   | 0      | 2               |
| C. F. Pachuca · México | Sub-20        | 2017          | 19    | -30   | 0      | 0                | 0                | 0                | 0                     | 0                     | 0                     | 19    | -30   | 0      | 1,5             |
| C. F. Pachuca · México | Sub-20        | 2018          | 11    | -16   | 0      | 0                | 0                | 0                | 0                     | 0                     | 0                     | 11    | -16   | 0      | 1,4             |
| C. F. Pachuca · México | Total club    | Total club    | 36    | -58   | 0      | 0                | 0                | 0                | 0                     | 0                     | 0                     | 36    | -58   | 0      | 1,6             |
| Total carrera          | Total carrera | Total carrera | 36    | -58   | 0      | 0                | 0                | 0                | 0                     | 0                     | 0                     | 36    | .58   | 0      | 1,6             |